# Gewoon watervorkje
Gewoon watervorkje (Riccia fluitans) is een levermos uit het geslacht landvorkje (Riccia). Het is een op het water drijvend of onder water zwevend mos met een dichotoom vertakt thallus. In de herfst zinkt het naar de bodem. Uit de overwinterende thallustoppen ontwikkelen zich in het voorjaar nieuwe individuen. Het tweehuizige watervorkje draagt zelden "vruchten" (sporogonen). De vermeerdering vindt hoofdzakelijk plaats door knopvorming.

## Beschrijving
Gewoon watervorkje vormt geen rizoïden. De tot 4 cm lange thalli zijn lichtgroen, bandvormig en meervoudig onregelmatig gevorkt. De thalli van de drijvende vorm zijn smal bandvormig en 1–1,2 mm breed. De landvorm is donkerder, minder gevorkt en de thalli kunnen tot 1,5 mm breed worden. De top van het thallus is afgerond en iets verbreed met een of twee inkepingen, waaronder doorzichtige luchtkamers liggen met een netvormige structuur (aerenchym). Niet zelden zijn ademopeningen aanwezig. Er zijn slechts enkele, kleurloze, halvemaanvormige schubben aan de buikzijde van de middenlijn.
Gewoon watervorkje kan meer dan zes maanden uitdroging goed doorstaan (poikilohydrisch) en loopt na bevochtiging in ongeveer een tot twee weken weer uit. Zelfs jong herbariummateriaal kan weer uitlopen.
De soort wordt als zuurstofplant gebruikt in aquaria.

## Syntaxonomie
In de syntaxonomie staat gewoon watervorkje te boek als kensoort voor de haar vernoemde watervorkje-associatie (Riccietum fluitantis).

## Fotogalerij

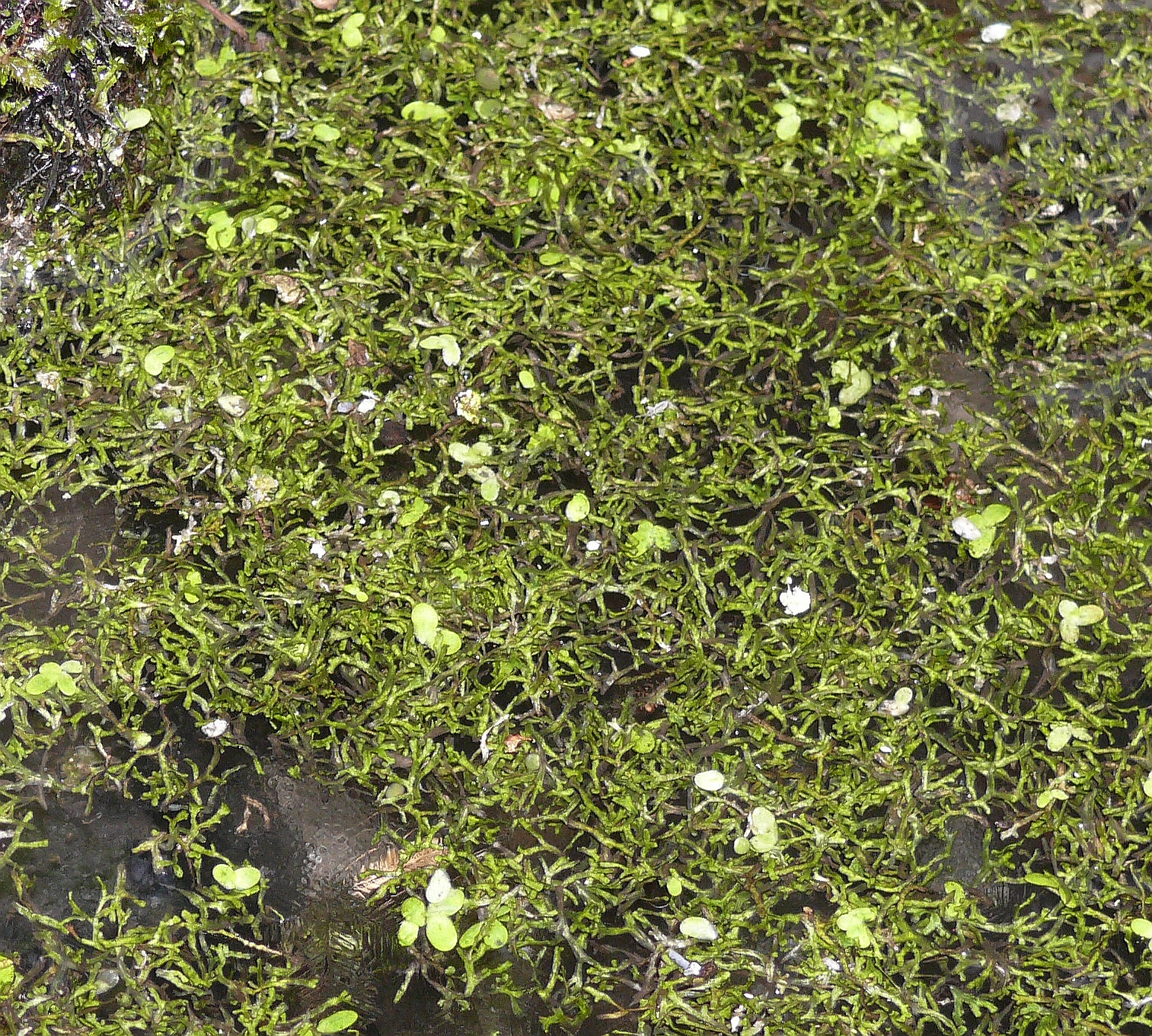
Drijvende thalli van gewoon watervorkje tussen klein kroos
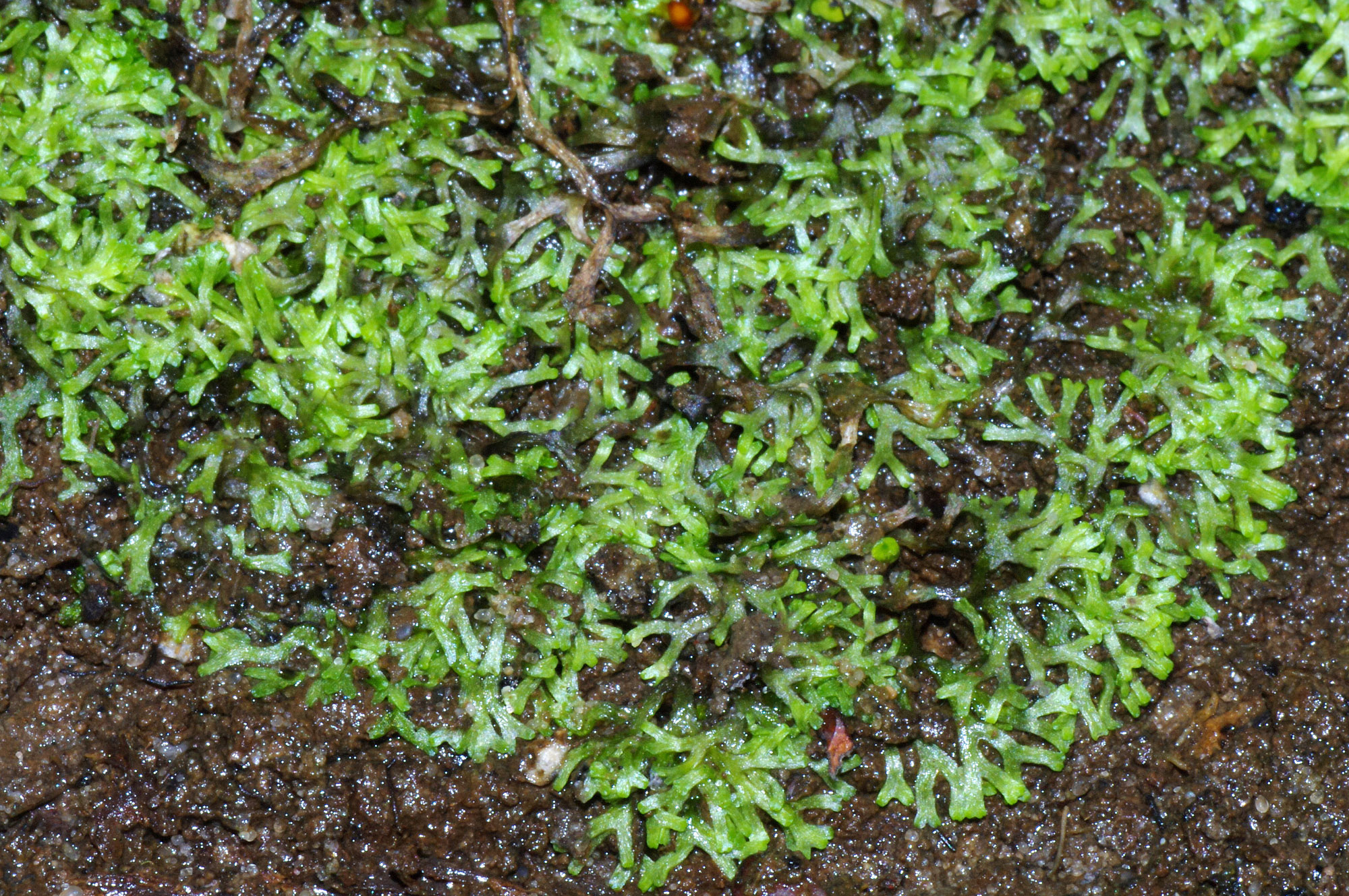
Landvorm op leemhoudend zand
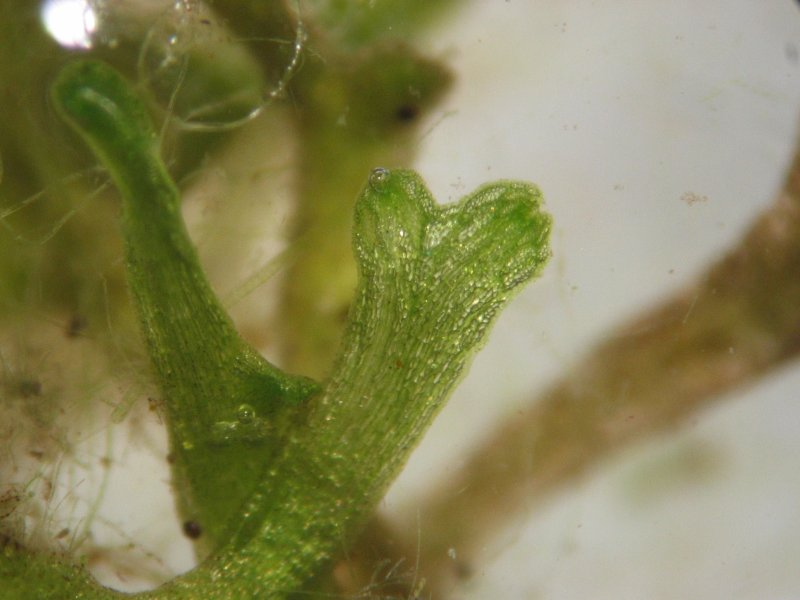
Detail van een thallustop (vergroting 30 x)